# Sherman Minton
Sherman (Shay) Minton  (Georgetown (Indiana), 20 oktober 1890 - New Albany (Indiana), 9 april 1965) was een Amerikaans politicus van de Democratische Partij. Een jurist van beroep. Hij was van 1935 tot 1941 senator voor Indiana. In 1940 verloor hij zijn herverkiezing aan Republikein Raymond Willis. Als een persoonlijke vriend van president Franklin D. Roosevelt en diens opvolger Harry S. Truman met wie hij samen in de senaat had gezeten, was hij een belangrijk steunpilaar om de New Deal door de senaat te krijgen. Na zijn tijd in de senaat werd hij door president Truman benoemd tot Rechter bij het Hooggerechtshof. In deze functie had hij veel meer conservatieve uitspraken dan in zijn tijd in de senaat.
- Gemeinsame Normdatei: 120015595
- International Standard Name Identifier: 0000 0000 3068 5240
- Library of Congress Control Number: n88644613
- National Archives and Records Administration: 10571587
- SNAC: w6hx1dws
- Biographical Directory of the United States Congress: M000800
- Virtual International Authority File: 25423093
- WorldCat: E39PBJm98MDyjgBq4Kg6gF69Xd